# テミスト (衛星)
テミスト（英語：Themisto、確定番号：Jupiter XVIII）は、木星の衛星の1つ。順行軌道にある不規則衛星の1つである。1975年に発見されたがその後見失われ、2000年になって再発見された。

## 発見
テミストは1975年7月30日にチャールズ・コーワルとエリザベス・レーマーによって発見され、同年10月3日には発見が報告されて、S/1975 J1という仮符号が与えられた。この観測には、パロマー天文台の122 cm シュミット式望遠鏡が用いられた。しかし軌道を確定するだけの十分な観測が無く、すぐに見失われた。
テミストは、1980年代には天文学の教科書に脚注の形で書かれるようになった。その後、2000年になって、見たところ新衛星と思われる衛星がスコット・S・シェパード、デービッド・C・ジューイット、ヤンガ・R・フェルナンデス、ユージーン・A・マグニアーによって発見され、S/2000 J1という仮符号が与えられた。これはすぐに1975年の天体と同一だと確認された。シェパードらの発表はすぐに、ブレット・J・グラッドマン、ジョン・J・カヴェラース、ジャン＝マール・プティ、ハンス・ショル、マシュー・J・ホルマン、ブライアン・マースデン、フィリップ・D・ニコルソン、そしてジョセフ・A・バーンズらのチームによる2000年8月6日の観測（IAUC 7525、 2000年11月25日）（小惑星センターに報告されたもののIAU回報（IAUC）としては出版されなかった）との関係が証明された。
2002年10月に、この衛星はギリシャ神話のゼウスの愛人であるテミストの名前が公式に付けられた。

## 軌道
テミストの軌道は、順行で不規則な軌道を回る最初のグループであるヒマリア群とガリレオ衛星の中間付近を公転する軌道であるという点で変わっている。2006年現在、テミストと同じような軌道を公転し同じグループに分類される衛星はない。平均軌道半径は約740万kmであり、約130日かけて木星の周囲を一周する。軌道の離心率は0.2006である。

## 物理的特徴
テミストの直径は、アルベド（反射能）が0.04と仮定した場合わずか8 kmである。密度は2.6 g/cm3と推定されており、そのためテミストは主にケイ酸塩岩から構成されていると考えられている。
見かけの等級は21等級で極めて暗い。
2003年にジェミニ北望遠鏡を用いて赤外線観測が行われた。その結果、テミストのスペクトルはP型小惑星に分類されるものであることが判明した。